# Katja Višnar
Katja Višnar, född 21 mars 1984 i Jesenice, är en slovensk tidigare längdskidåkare. Hon har tävlat i världscupen sedan 28 oktober 2006 och hennes första pallplats i världscupen kom den 5 februari 2011 i Rybinsk, Ryssland där hon blev tvåa i sprint.
Hon har en individuell andra plats och en andra plats i lagsprint hittills i karriären.
Višnar deltog i olympiska vinterspelen 2010, 2014 och 2018.